# Ромашкин, Пётр Семёнович
Пётр Семёнович Рома́шкин (15 (28) июня 1915 — 4 июля 1975) — советский юрист, автор трудов по уголовному и международному уголовному праву. Член-корреспондент АН СССР (1958).

## Биография
Окончил Казанский правовой институт (1936 г.).
В 1938—1941 г. преподавал уголовное право в Правовой академии, Московском юридическом институте и Военно-юридической академии.
С 1937 по 1940 гг. обучался в аспирантуре Московского юридического института.
В 1940 г. защитил кандидатскую диссертацию.
С 1939 по 1958 гг. работал в аппарате Совета Министров СССР.
В 1951 г. защитил докторскую диссертацию на тему «Преступления против законов и обычаев войны».
В 1952—1958 гг. — профессор кафедры уголовного права юридического факультета Московского университета.
В 1958—1964 гг. — директор Института государства и права АН СССР.
С 20 июня 1958 г. — член-корреспондент АН СССР.
После 1964 г. заведовал сектором общих проблем уголовного права в том же институте.
Был членом Научно-консультативного совета при Верховном Суде СССР, Международной ассоциации юридических наук (1956 г.), Международной ассоциации уголовного права (1959 г.), Международной ассоциации сравнительного права (1966 г.).
Иностранный член Польской академии наук (1971 г.), почётный доктор наук Ягеллонского университета в Кракове (Польша, 1964 г.).
В 1958—1965 гг. — член редколлегии журнала «Советское государство и право».

## Награды
- Орден Трудового Красного Знамени (1945 г.)
- Орден Красной Звезды (1944 г.)
- Медаль «За оборону Москвы» (1945 г.)
- Медаль «За доблестный труд в Великой Отечественной войне 1941—1945 гг.» (1945 г.)
- Золотая медаль им. Ф. Палацкого (Чехословацкая академия наук, 1971 г.)

## Труды
- Документы и материалы по вопросам борьбы с военными преступниками и поджигателями войны. / Сост. П. С. Ромашкин. Под ред. А. Н. Трайнина. — М., 1949.
- Военные преступления империализма. — М., 1953.
- Амнистия и помилование в СССР. — М., 1959.
- Преступления против мира и человечества. — М., 1967.